# Torneo Aspirantes de Venezuela 2006-07
La Temporada 2006-07 del Torneo Aspirantes, llamado “Copa Dr. Adrián Toledo”, se inició el 30 de septiembre de 2006 y finalizó el 29 de abril de 2007, con la participación de 41 equipos.

## Sistema de competición
Se disputa el Torneo Apertura y el Torneo Clausura, En el Torneo Apertura 2006 se disputan 6 grupos (Zona Oriental, Zona Central 1, Zona Central 2, Zona Occidental 1, Zona Occidental 2 y Zona Andina); los primeros de cada grupo se clasifican para disputar el Torneo Clausura 2007 y en el Torneo Clausura 2007 se disputan 2 grupos (Grupo Centro Oriental y Grupo Centro Occidental) con los clasificados de cada grupo del Torneo Apertura y los 3 últimos de cada grupo del Torneo Apertura de la Segunda División B Venezolana 2006/07. Los primeros de cada grupo del Torneo Clausura 2007 disputan la final a partido ida y vuelta, y los 3 primeros de cada grupo se clasifican para la Segunda División B de Venezuela.
Debido al cambio de la Primera División de Venezuela a 18 clubes, se clasificaron los 10 mejores de los 2 grupos del Torneo Clausura 2007 a la Segunda División B de Venezuela.

## Equipos participantes
Los equipos participantes en la Temporada 2006/07 del Torneo Aspirantes del Fútbol Venezolano son los siguientes:
| Zona Oriental: - Peñalver FC, de El Tigre - Chorrerón FC, de Puerto La Cruz - Unión Atlético Piar, de Aragua de Maturín - Vencedores de Sucre FC, de Cumaná - Escuela PDVSA Oriente FC, de Puerto La Cruz - EF Antonio Mejías, de Puerto La Cruz |  | Zona Central 1: - Estudiantes de Guárico FC, de San Juan de los Morros - Deportivo Galicia, de Caracas - Colonia Caribe FC, de Maiquetía - Limenor FC, de Caracas - La Pica FC, de Maracay - Pellicano FC, de Maiquetía |

| Zona Central 2: - Deportivo Tuy, del estado Miranda - Atlético Montalbán, de Caracas - Estrella Roja FC B, de Caracas - Colegio San Agustín FC, de Caracas - OD Cachimbos, del estado Miranda - Atlántico La Victoria, de Maracay |  | Zona Occidental 1: - Deportivo Nirgua, de Nirgua, estado Yaracuy - Deportivo Barinas, de Barinas - Atlético Chivacoa, de Chivacoa - UCV Aragua, de Maracay - Carabobo Fútbol Club B, de Valencia - Atlético Cojedes, de San Carlos |

| Zona Occidental 2: - IUTEP FC de Acarigua - CIV de Lagunillas, de Lagunillas - Baralt FC, de Mene Grande - Unión Atlético Falcón, de Coro - Yaracuyanos FC, de San Felipe |  | Zona Andina: - Sur del Lago FC, de El Chivo, estado Zulia - Mocotíes FC, de Mocotíes, estado Mérida - CD La Fría, de La Fría - CENFEMACA FC, de Santa Bárbara del Zulia - Unión Liga Municipal, de Valera - UDELPA FC, de Mérida |

## Torneo Apertura 2006
El Torneo Apertura 2006 es el primer torneo de la Temporada 2006/07 en el Torneo Aspirantes.

### Zona Oriental
|   | Equipo                   | PTS | J  | G | E | P | GF | GC | DG  |                              |
| - | ------------------------ | --- | -- | - | - | - | -- | -- | --- | ---------------------------- |
| 1 | Unión Atlético Piar      | 20  | 10 | 6 | 2 | 2 | 25 | 11 | +14 | Clasifica al T.Clausura 2007 |
| 2 | Peñalver FC              | 18  | 10 | 5 | 3 | 2 | 24 | 13 | +11 |                              |
| 3 | Vencedores de Sucre      | 16  | 9  | 5 | 1 | 3 | 17 | 14 | +3  |                              |
| 4 | EF Antonio Mejías        | 15  | 10 | 4 | 3 | 3 | 18 | 14 | +4  |                              |
| 5 | Escuela PDVSA Oriente FC | 10  | 9  | 3 | 1 | 5 | 9  | 19 | -10 |                              |
| 6 | Chorrerón FC             | 3   | 10 | 1 | 0 | 9 | 6  | 28 | -22 |                              |

Leyenda: PTS (Puntos), J (Juegos), G (Ganados), E (Empatados), P (Perdidos), GF (Goles a Favor), GC (Goles en Contra), DG (Diferencia de Goles).

### Zona Central 1
|   | Equipo                    | PTS | J  | G | E | P | GF | GC | DG  |                              |
| - | ------------------------- | --- | -- | - | - | - | -- | -- | --- | ---------------------------- |
| 1 | La Pica FC                | 23  | 10 | 7 | 2 | 1 | 29 | 11 | +18 | Clasifica al T.Clausura 2007 |
| 2 | Estudiantes de Guárico FC | 21  | 10 | 6 | 3 | 1 | 26 | 13 | +13 |                              |
| 3 | Pellicano FC              | 18  | 10 | 5 | 3 | 2 | 14 | 6  | +8  |                              |
| 4 | Deportivo Galicia         | 9   | 9  | 3 | 0 | 6 | 10 | 17 | -7  |                              |
| 5 | Colonia Caribe FC         | 7   | 10 | 2 | 1 | 7 | 16 | 34 | -18 |                              |
| 6 | Limenor FC                | 4   | 9  | 1 | 1 | 7 | 8  | 22 | -14 |                              |

### Zona Central 2
|   | Equipo                 | PTS | J  | G | E | P | GF | GC | DG  |                              |
| - | ---------------------- | --- | -- | - | - | - | -- | -- | --- | ---------------------------- |
| 1 | Atlético Montalbán     | 20  | 10 | 6 | 2 | 2 | 20 | 8  | +12 | Clasifica al T.Clausura 2007 |
| 2 | Colegio San Agustín FC | 20  | 10 | 6 | 2 | 2 | 19 | 8  | +11 |                              |
| 3 | Estrella Roja FC B     | 12  | 9  | 3 | 3 | 3 | 13 | 15 | -2  |                              |
| 4 | Deportivo Tuy          | 8   | 8  | 2 | 2 | 4 | 8  | 13 | -5  |                              |
| 5 | Atlántico La Victoria  | 8   | 8  | 2 | 2 | 4 | 5  | 11 | -6  |                              |
| 6 | OD Cachimbos           | 6   | 9  | 1 | 3 | 5 | 7  | 17 | -10 |                              |

### Zona Occidental 1
|   | Equipo            | PTS | J  | G | E | P | GF | GC | DG  |                              |
| - | ----------------- | --- | -- | - | - | - | -- | -- | --- | ---------------------------- |
| 1 | UCV Aragua        | 26  | 10 | 8 | 2 | 0 | 29 | 5  | +24 | Clasifica al T.Clausura 2007 |
| 2 | Carabobo FC B     | 18  | 10 | 5 | 3 | 2 | 20 | 13 | +7  |                              |
| 3 | Deportivo Barinas | 16  | 10 | 4 | 4 | 2 | 11 | 8  | +3  |                              |
| 4 | Atlético Cojedes  | 10  | 10 | 3 | 1 | 6 | 13 | 18 | -5  |                              |
| 5 | Atlético Chivacoa | 7   | 10 | 2 | 1 | 7 | 14 | 24 | -10 |                              |
| 6 | Deportivo Nirgua  | 5   | 10 | 0 | 5 | 5 | 7  | 26 | -19 |                              |

### Zona Occidental 2
|   | Equipo                | PTS | J | G | E | P | GF | GC | DG  |                              |
| - | --------------------- | --- | - | - | - | - | -- | -- | --- | ---------------------------- |
| 1 | Yaracuyanos FC        | 21  | 8 | 7 | 0 | 1 | 20 | 3  | +17 | Clasifica al T.Clausura 2007 |
| 2 | Baralt FC             | 19  | 8 | 6 | 1 | 1 | 23 | 4  | +19 |                              |
| 3 | CIV de Lagunillas     | 10  | 8 | 3 | 1 | 4 | 6  | 9  | -3  |                              |
| 4 | IUTEP FC              | 6   | 8 | 2 | 0 | 6 | 10 | 26 | -16 |                              |
| 5 | Unión Atlético Falcón | 3   | 8 | 1 | 0 | 7 | 2  | 19 | -17 |                              |

### Zona Andina
|   | Equipo               | PTS | J  | G | E | P | GF | GC | DG  |                              |
| - | -------------------- | --- | -- | - | - | - | -- | -- | --- | ---------------------------- |
| 1 | CENFEMACA FC         | 23  | 9  | 7 | 2 | 0 | 20 | 4  | +16 | Clasifica al T.Clausura 2007 |
| 2 | Sur del Lago FC      | 17  | 10 | 5 | 2 | 3 | 11 | 12 | -1  |                              |
| 3 | Mocotíes FC          | 13  | 10 | 3 | 4 | 3 | 14 | 9  | +5  |                              |
| 4 | Unión Liga Municipal | 9   | 8  | 2 | 3 | 3 | 8  | 10 | -2  |                              |
| 5 | UDELPA FC            | 8   | 10 | 2 | 2 | 6 | 9  | 16 | -7  |                              |
| 6 | CD La Fría           | 6   | 9  | 1 | 3 | 5 | 5  | 16 | -11 |                              |

## Torneo Clausura 2007
El Torneo Clausura 2007 es el segundo torneo de la temporada 2006/07 en el Torneo Aspirantes.

### Grupo Centro Oriental
|   | Equipo               | PTS | J  | G | E | P | GF | GC | DG  |                      |
| - | -------------------- | --- | -- | - | - | - | -- | -- | --- | -------------------- |
| 1 | UCV Aragua           | 26  | 12 | 8 | 2 | 2 | 27 | 11 | +16 | Asciende a Segunda B |
| 2 | Atlético Piar        | 23  | 12 | 6 | 5 | 1 | 16 | 5  | +11 | Asciende a Segunda B |
| 3 | Hermandad Gallega FC | 20  | 12 | 6 | 2 | 4 | 18 | 21 | -3  | Asciende a Segunda B |
| 4 | Orinoco FC           | 18  | 12 | 5 | 3 | 4 | 15 | 13 | +2  | Asciende a Segunda B |
| 5 | La Pica FC           | 7   | 11 | 2 | 1 | 8 | 15 | 23 | -8  |                      |
| 6 | Atlético Montalbán   | 7   | 12 | 2 | 1 | 9 | 12 | 31 | -19 |                      |

### Grupo Centro Occidental
|   | Equipo                 | PTS | J  | G | E | P | GF | GC | DG  |                      |
| - | ---------------------- | --- | -- | - | - | - | -- | -- | --- | -------------------- |
| 1 | Deportivo Táchira B    | 24  | 12 | 7 | 3 | 2 | 28 | 8  | +20 | Asciende a Segunda B |
| 2 | Yaracuyanos FC         | 22  | 12 | 6 | 4 | 2 | 22 | 9  | +13 | Asciende a Segunda B |
| 3 | Baralt FC(**)          | 20  | 12 | 5 | 5 | 2 | 12 | 8  | +4  | Asciende a Segunda B |
| 4 | CENFEMACA FC           | 11  | 11 | 2 | 5 | 4 | 19 | 23 | -4  | Asciende a Segunda B |
| 5 | Carabobo FC B (*)      | 9   | 12 | 2 | 3 | 7 | 10 | 19 | -9  | Asciende a Segunda B |
| 6 | Unión Deportivo Valera | 8   | 12 | 2 | 2 | 8 | 9  | 32 | -23 | Asciende a Segunda B |

- (*) Club Atlético Táchira se negó a participar en el Clausura 2007; Carabobo FC B ocupó su lugar.
- (**) Deportivo Gulima como tomó el lugar del Deportivo Galicia en Segunda B; Baralt FC ocupó su lugar en Aspirantes.

## Final[4]
| 22 de abril de 2007 | Deportivo Táchira B | 1-1 (1-0) | UCV Aragua        | Polideportivo de Pueblo Nuevo, San Cristóbal |  |
|                     | José González 8'    |           | José Castillo 61' |                                              |  |

| 29 de abril de 2007                                      | UCV Aragua                         | 2-0 (1-0) | Deportivo Táchira B |  |  |
|                                                          | Luis Uribe 38' · José Castillo 72' |           |                     |  |  |
| UCV Aragua consigue su 1er título del Torneo Aspirantes. |                                    |           |                     |  |  |

UCV Aragua

Campeón

### Top 5 goleadores[5]
| Jugador | Jugador              | Jugador         | Goles | Equipo       |
| ------- | -------------------- | --------------- | ----- | ------------ |
| 1       | Bandera de Venezuela | José Castillo   | 17    | UCV Aragua   |
| 2       | Bandera de Venezuela | John Basabe     | 16    | Cenfemaca FC |
| 3       | Bandera de Venezuela | Wilmer Infante  | 13    | La Pica FC   |
| 3       | Bandera de Venezuela | Yoendi Charrouf | 13    | Baralt FC    |
| 5       | Bandera de Venezuela | Leonard Sequera | 12    | UCV Aragua   |